# Jérémy Hodara
Jérémy Hodara (n. París, Francia, 1981) es un empresario francés, cofundador y presidente de Jumia, la mayor plataforma de comercio electrónico en África.

## Trayectoria
Nació en París en 1981, terminó la educación primaria en el Liceo Pasteur de Neuilly-sur-Seine en 1998 y la educación secundaria en el IPESUP en 2001. Realizó sus estudios superiores en la Escuela de Estudios Superiores de Comercio de París, donde obtuvo la maestría en administración de negocios en 2005. Mientras estudiaba realizó una pasantía con L'Oréal en Malasia. De 2006 a 2012 trabajó en McKinsey & Company, donde se especializó en consultoría de retail y comercio electrónico. Pasó esos años entre Bombay y Nueva York, ciudades que se especializan en el comercio digital.
En 2012 fundó en Nigeria, junto con Sacha Poignonnec, Africa Internet Group, un grupo empresarial que aglutina a diversos portales de internet. Entre ellos Jumia, especializado en la venta de productos; Kaymu, un sitio que conecta a compradores y vendedores; Carmudi, especializada en alquiler de vehículos y Jovago, especializada en reservación hotelera. Que inició como una start up apoyada con una inversión de la empresa alemana Rocket Internet.
En 2013, en una entrevista a Reuters, Hodara comentó que invirtió en África porque allí la mayoría de la gente tiene celulares pero, en ciudades como Lagos (capital de Nigeria), solo hay un centro comercial cada 20 millones de habitantes. En 2014, sus portales se vieron beneficiados cuando la epidemia de ébola llegó al país, debido a la política de distanciamiento social que redujo las ventas en locales físicos. En 2017, Jumia tenía presencia en 22 países y era la primera empresa africana valorada en más de mil millones de dólares.